# Mighty Final Fight
Mighty Final Fight (マイティ ファイナルファイト) est un jeu vidéo de type beat them all développé et édité par Capcom, sorti en 1993 sur NES.
Le jeu est intégré dans la compilation Capcom Classics Mini-Mix sur Game Boy Advance.

## Accueil
- AllGame : 3,5/5[1]